# Adolf Laudon
Adolf Laudon (* 13. Dezember 1912; † 22. November 1984) war ein österreichischer Fußballspieler. Der Stürmer gewann mit der österreichischen Amateurauswahl bei den Olympischen Spielen 1936 in Berlin die Silbermedaille.

## Karriere
Adolf Laudon kam von der Admira nach Salzburg und spielte beim SAK 1914 in der Salzburger Landesliga. Die Liga war damals auf Amateurbasis ausgerichtet und stand nicht mit der professionellen österreichischen Meisterschaft in Verbindung, die sich zur damaligen Zeit nur auf den Wiener Raum beschränkte. Mit den Nonntalern gewann Adolf Laudon mehrmals die Landesmeisterschaft und erreichte zwei Mal das Finale der Amateur-Staatsmeisterschaften, wobei er in allen fünf Finalspielen – das Entscheidungsspiel gegen den Badener AC 1935 musste wiederholt werden – zum Einsatz kam und bei der unglücklichen 2:3-Niederlage im letzten Entscheidungsspiel in Baden ein Tor erzielte. 
Für die Amateur-Nationalmannschaft bestritt er insgesamt 6 Einsätze. Seine Premiere feierte er am 26. Juni 1932 in Pardubitz gegen die Tschechoslowakei noch als Spieler der Admira. Von Trainer James Hogan wurde er, neben seinen Vereinskollegen Karl und Edi Kainberger 1936 zu den Olympischen Spielen nach Berlin mitgenommen, wo er in allen vier Partien der Österreicher als rechter Verbinder zum Einsatz kam und gegen Ägypten und Polen auch je einen Treffer erzielte. Sein letztes Spiel für die Amateur-Nationalmannschaft war das Finalspiel gegen Italien, in dem er mit seiner Mannschaft jedoch mit 1:2 in der Verlängerung unterlag. 
Nach dem Turnier bei den Olympischen Spielen wechselte Adolf Laudon zur Vienna. Mit den Döblingern gewann er 1937 den Pokalbewerb, kam im Finalspiel aber nicht zum Einsatz. In der Meisterschaft belegte er mit seinem Verein die Plätze drei (1936/37) und fünf (1937/38). Danach dürfte er den Verein verlassen haben, wohin und ob er überhaupt gewechselt hatte, lässt sich aber nicht mehr nachverfolgen. In der Saison 1943/44 kehrte er nochmals zu den Döblingern zurück und feierte erstmals den Gewinn des österreichischen Meistertitels, wobei er in diesem Spieljahr aber nur noch sporadisch zum Einsatz kam und seine Laufbahn bereits langsam ausklingen ließ.

## Stationen
- SK Admira Wien (bis 1932)
- Salzburger AK 1914 (1932–1936)
- First Vienna FC 1894 (ab 1936–1938; 1943/44)

## Erfolge
- 1 × Österreichischer Meister: 1944 (Vienna)
- 1 × Österreichischer Pokalsieger: 1937 (Vienna)
- 2 × Österreichischer Vize-Amateurstaatsmeister: 1934, 1935 (SAK 1914)
- 4 × Salzburger Landesmeister (SAK 1914): 1933, 1934, 1935, 1936
- 2 × Salzburger Landespokalsieger: 1933, 1934 (SAK 1914)
- 1 × Teilnahme bei den Olympischen Spielen 1936: Silbermedaille
- 6 Länderspiele für die Österreichische Amateurnationalmannschaft von 1932 bis 1936 (1 × Admira, 5 × SAK 1914)
- 1 Spiel in der Wiener A-Auswahl